# Densidade simples
Densidade simples (ou Single density, frequentemente abreviada para SD em inglês), é uma designação de capacidade em armazenamento magnético, geralmente disquetes. Descreve o uso de uma codificação (ou modulação) de informação usando FM.
Os primeiros drives de disquete usavam este método, mas há muito ele tornou-se obsoleto.